# Lowry Crossing, Texas
Lowry Crossing là một thành phố thuộc quận Collin, tiểu bang Texas, Hoa Kỳ. Năm 2010, dân số của xã này là 1711 người.

## Dân số
- Dân số năm 2000: 1229 người.
- Dân số năm 2010: 1711 người.